# Lea Ashton Ingol and Cottam
Lea Ashton Ingol and Cottam var en civil parish från 1866 till 1934 då den blev en del av Lea, Preston, Fulwood och Penwortham, i grevskapet Lancashire, i England. Civil parish var belägen 19 km från Blackpool och hade 1 802 invånare år 1931.